# Jauheni Karmiltschik
Jauheni Karmiltschik (belarussisch Яўген Кармільчык, englisch Yauheni Karmilchyk; * 12. Mai 1998 in Hrodna) ist ein belarussischer Boxer im Halbfliegengewicht.

## Karriere
Der 1,54 m große Rechtsausleger gewann 2016 die belarussischen Meisterschaften und 2017 eine Bronzemedaille bei den Europameisterschaften in Charkiw. Er war daraufhin für die Weltmeisterschaften 2017 in Hamburg qualifiziert, wo er im ersten Kampf ausschied. Bei den Europaspielen 2019 in Minsk schied er ebenfalls im ersten Kampf aus. 
Seinen bis dahin größten Erfolg erzielte er mit dem Gewinn einer Bronzemedaille bei den Weltmeisterschaften 2021 in Belgrad. 
Karmiltschik ist darüber hinaus belarussischer Schülermeister 2012, belarussischer Jugendmeister 2015 und 2016, sowie Bronzemedaillengewinner der Junioren-Europameisterschaften 2014 in Anapa und der U22-Europameisterschaften 2019 in Wladikawkas, sowie Silbermedaillengewinner der U22-Europameisterschaften 2021 in Roseto.